# Commissaire général de l'artillerie de Marine
Le commissaire général de l'artillerie de Marine était chargé d'administrer l'artillerie de la Marine royale française. Les commissaires de la marine sont nommés par le roi qui leur délivre une commission. Tout comme les écrivains, elle doit être enregistrée par le bureau du contrôle de la marine afin qu'elle devienne effective. On distingue les commissaires ordinaires et les commissaires généraux.  

## Fonctions
Le commissaire général est « placé sous les ordres directs de l’intendant et le suppléant en cas d’absence dans ses pouvoirs et fonctions, même ceux d’ordonnateur et de juge ». Il est un « adjoint » de l’intendant et non son « substitut » ; cependant « le poste de commissaire général est un passage obligé pour accéder à la gestion d’un port ». Au cours du XVIIe siècle, « les commissaires généraux furent amenés à se multiplier dans la marine. En 1620, ils n’étaient que deux…, puis trois en 1627 et trois encore en 1631 ». La tendance s’inverse au siècle suivant. L’édit d’avril 1716 établit dix-sept commissaires généraux dont deux pour le corps des galères. L’ordonnance de mars 1762 n’en mentionne plus que sept, et celle de 1765, six.
Lorsque l'activité d'un port n'est pas suffisamment importante, l'État ne place pas d'intendant mais simplement un commissaire général. Parfois même, lorsque l'intendant meurt au service, le pouvoir peut laisser passer un trimestre avant de nommer un remplaçant. En ce cas, le port est dirigé par le commissaire général. Ces délais permettent de faire des économies puisqu'un intendant est payé 12 000 livres par an contre 4 200 pour un commissaire général. Par trimestre, l'économie est de 2 600 livres (soit environ l'équivalent d'un montant annuel d'appointements d'un commissaire ordinaire à la haute paye).
De la même manière, un commissaire général mort en service n'est pas forcément remplacé par un officier de grade équivalent. Ainsi à Toulon en 1748: le commissaire général meurt au cours du troisième trimestre; au quatrième, il n'est pas remplacé mais l'effectif des commissaires ordinaires passe de 9 à 10 personnes. Ceci mène à la conclusion, que la fonction est indépendante du grade en certaines circonstances : un commissaire ordinaire peut faire fonction de commissaire général.

## Liste des commissaires généraux de l'artillerie de Marine

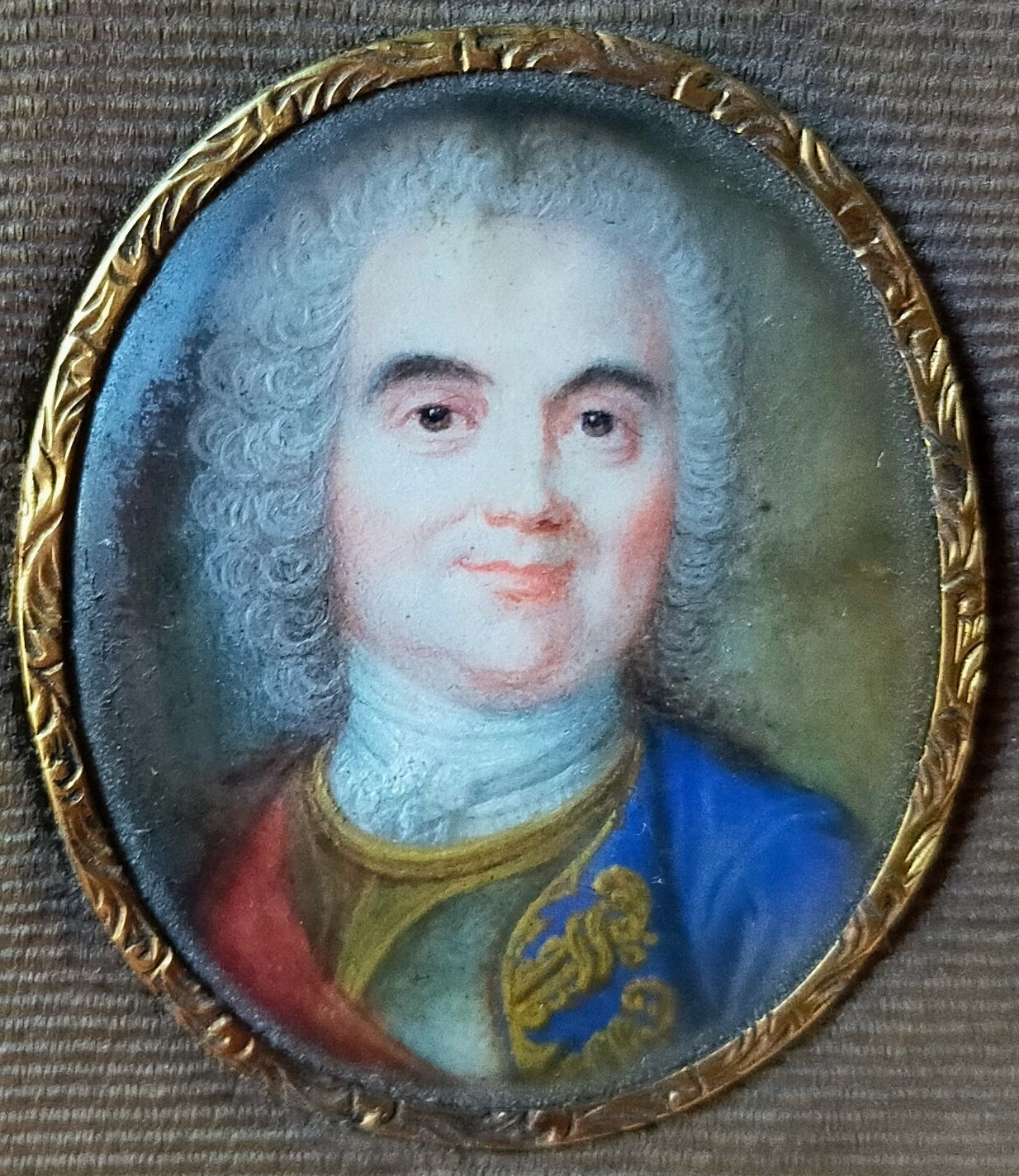
Antoine Alexis de Perier de Salvert

| Nom                                 | Début du mandat | Fin du mandat    |
| ----------------------------------- | --------------- | ---------------- |
| René-Rose Landouillette             | 1695            | 1er janvier 1703 |
| Antoine Alexis de Perier de Salvert | 1750            | 1757             |